# Michele Gazzoli
Michele Gazzoli (Ospitaletto, 4 marzo 1999) è un ciclista su strada e pistard italiano che corre per l'XDS Astana Team. Campione europeo Juniores in linea e su pista nel 2017, è attivo tra gli Elite/Under-23 dal 2018.

## Palmarès

### Strada
- 2016 (Juniores)[1]

Novara-Suno
Memorial Mamma e Papà Bregoli
2ª tappa, 1ª semitappa Trittico Veneto (Cimadolmo)
Gran Premio Comune di Castellucchio
2ª tappa Giro di Basilicata (Potenza > Matera)
Memorial Lorenzo Mola
Trofeo Polisportiva Camignone
- 2017 (Juniores)[2]

Trofeo Agrifood
Memorial Mamma e Papà Bregoli
1ª tappa Grand Prix Général Patton (Ettelbruck > Troisvierges)
Classifica generale Grand Prix Général Patton
Campionati europei, prova in linea Junior
Trofeo Polisportiva Camignone
- 2020 (Team Colpack Ballan, due vittorie)

Gran Premio Ezio Del Rosso
Coppa Mobilio Ponsacco
- 2021 (Team Colpack Ballan, tre vittorie)

Gran Premio della Liberazione
Gran Premio Città di Empoli
Gran Premio San Luigi di Sona
- 2023 (Astana Qazaqstan Development Team/Astana Qazaqstan Team, tre vittorie)

2ª tappa Arctic Race of Norway (Alta > Hammerfest)
1ª tappa, 2ª semitappa Tour de Bulgarie (Pirdop > Trojan)
5ª tappa Tour de Bulgarie (Sliven > Shumen)

#### Altri successi
- 2017 (Juniores)

Classifica a punti Grand Prix Général Patton

### Pista
- 2017 (Juniores)

Campionati europei, Corsa a eliminazione Junior

## Piazzamenti

### Grandi Giri
- Tour de France

2024: ritirato (1ª tappa)

### Classiche monumento
- Milano-Sanremo

2024: 83º
- Giro delle Fiandre

2022: ritirato
2025: 72º
- Parigi-Roubaix

2025: ritirato

### Competizioni mondiali
- Campionati del mondo su strada

Doha 2016 - In linea Junior: 21º
Bergen 2017 - In linea Junior: 3º
Fiandre 2021 - In linea Under-23: 4º

### Competizioni continentali
- Campionati europei su strada

Herning 2017 - In linea Junior: vincitore
Alkmaar 2019 - In linea Under-23: 9º
Plouay 2020 - In linea Under-23: 10º
- Campionati europei su pista

Anadia 2017 - Inseguimento a squadre Junior: 6º
Anadia 2017 - Scratch Junior: 3º
Anadia 2017 - Corsa a eliminazione Junior: vincitore
Anadia 2017 - Americana Junior: 4º